# Jean Charles Léopold Henrys-Marcilly
Jean Charles Léopold Henrys-Marcilly, né le 15 novembre 1761 à Bourmont et décédé le 4 janvier 1856 à Dijon, était un homme politique et un magistrat français.

## Biographie
Henrys-Marcilly est de la même famille que Henry-Larivière, futur député à la Convention. Fils d'un avocat maire de Bourmont, il fait ses études à Chaumont puis à Dijon. En 1780, il est reçu avocat auprès du parlement de Bourgogne, puis entre sept ans plus tard à l'Université de Dijon comme docteur en droit.
En 1789, il se rallie aux idées révolutionnaires et devient colonel de la garde nationale de Bourmont. Puis il est nommé juge du tribunal de district de la Haute-Marne. 
Le 31 août 1791 il est élu député suppléant de la Haute-Marne à l'Assemblée législative. Il est appelé à siéger le 10 décembre après la démission du démissionnaire Landrian. Il ne se fait pas remarquer au cours de son mandat et se contente de voter avec le centre. En 1792, ce modéré n'est pas réélu à la Convention et devient commissaire du gouvernement auprès du tribunal de Bourmont. En 1795, il est promu juge au tribunal civil de Chaumont.
Henrys-Marcilly réapparaît sur la scène politique en 1798, date à laquelle il est élu par la Haute-Marne au Conseil des Cinq-Cents. Partisan de la chute du Directoire, il soutient le coup d'État du 18 brumaire. Toutefois il n'est pas coopté aux nouvelles assemblées créées par Bonaparte.
En 1800, il revient dans la magistrature et devient juge au tribunal criminel de la Haute-Marne. Le 6 avril 1811, il devient conseiller auprès de la cour impériale de Dijon.
La chute de Napoléon ne compromet pas la suite de sa carrière puisqu'il est confirmé dans ses fonctions par le gouvernement de Louis XVIII. Il exerce ensuite sous la Monarchie de Juillet et est fait chevalier de la Légion d'honneur le 27 avril 1835.
Gravement malade, il prend sa retraite en 1848 avec le titre de conseiller honoraire, après une carrière de près de soixante-dix ans.
Henrys-Marcilly s'éteint en 1856 à l'âge de 94 ans. Il était alors le dernier survivant de l'Assemblée législative.

## Source
- « Jean Charles Léopold Henrys-Marcilly », dans Adolphe Robert et Gaston Cougny, Dictionnaire des parlementaires français, Edgar Bourloton, 1889-1891 [détail de l’édition]